# Ваэль аль-Халки
Ваиль Надир аль-Хальки (араб. وائل نادر الحلقي‎; род. 4 февраля 1964, г. Джасим мухафазы Даръа) — сирийский политический и государственный деятель, премьер-министр Сирии (с 9 августа 2012 по 3 июля 2016 года). Министр здравоохранения Сирии (2011—2012).

## Биография
- В 1987 году окончил медицинский факультет Дамасского университета, прошёл ординатуру по специализации «хирургия в акушерстве и гинекологии»[1].
- С 1997 по 2000 год работал директором Центра первой медицинской помощи в городе Джасем провинции Даръа.
- С 2000 по 2004 год занимал пост секретаря комитета Баас провинции Даръа.
- В 2010 году возглавил Профсоюз врачей.
- С апреля 2011 года по 2012 год был министром здравоохранения Сирии.
- С 2012 по 2016 год — Премьер-министр Сирии[1].

## Семья
- Женат, имеет 4 детей.